# Dryopomera horaki
Dryopomera horaki es una especie de coleóptero de la familia Oedemeridae.

## Distribución geográfica
Habita en Vietnam.